# Pavel Sjadz'ko
Pavel Ivanavič Sjadz'ko (in bielorusso Павел Іванавіч Сядзько?; Brėst, 3 aprile 1998) è un calciatore bielorusso, centrocampista del Tarpeda-BelAZ.

## Carriera

### Club
Ha giocato nella massima serie bielorussa.

### Nazionale
Ha giocato nelle nazionali giovanili bielorusse Under-18, Under-19 ed Under-21.
Nel 2017 ha esordito in nazionale maggiore.

## Statistiche

### Presenze e reti nei club
Statistiche aggiornate al 26 ottobre 2021.
| Stagione            | Squadra             | Campionato          | Campionato | Campionato | Coppe nazionali | Coppe nazionali | Coppe nazionali | Coppe continentali | Coppe continentali | Coppe continentali | Altre coppe | Altre coppe | Altre coppe | Totale | Totale |
| Stagione            | Squadra             | Comp                | Pres       | Reti       | Comp            | Pres            | Reti            | Comp               | Pres               | Reti               | Comp        | Pres        | Reti        | Pres   | Reti   |
| ------------------- | ------------------- | ------------------- | ---------- | ---------- | --------------- | --------------- | --------------- | ------------------ | ------------------ | ------------------ | ----------- | ----------- | ----------- | ------ | ------ |
| 2015                | Dinamo Brėst        | VL                  | 8          | 1          | CB              | 0               | 0               |                    | -                  | -                  |             | -           | -           | 8      | 1      |
| 2016                | Dinamo Brėst        | VL                  | 12         | 1          | CB              | 3               | 0               |                    | -                  | -                  |             | -           | -           | 15     | 1      |
| 2017                | Dinamo Brėst        | VL                  | 22         | 1          | CB              | 5               | 1               | UEL                | 2                  | 1                  |             | -           | -           | 29     | 3      |
| 2018                | Dinamo Brėst        | VL                  | 16         | 3          | CB              | 0               | 0               | UEL                | 1                  | 0                  | SB          | 1           | 0           | 18     | 3      |
| Totale Dinamo Brėst | Totale Dinamo Brėst | Totale Dinamo Brėst | 58         | 6          |                 | 8               | 1               |                    | 3                  | 1                  |             | 1           | 0           | 70     | 8      |
| 2019                | Ruch Brėst          | 1L                  | 21         | 6          | CB              | 2               | 0               |                    | -                  | -                  |             | -           | -           | 23     | 6      |
| 2020                | Ruch Brėst          | VL                  | 11         | 2          | CB              | 0               | 0               |                    | -                  | -                  |             | -           | -           | 11     | 2      |
| Totale Ruch Brėst   | Totale Ruch Brėst   | Totale Ruch Brėst   | 32         | 8          |                 | 2               | 0               |                    | -                  | -                  |             | -           | -           | 34     | 8      |
| 2020                | Dinamo Brėst        | VL                  | 12         | 1          | CB              | 2               | 0               | UCL+UEL            | 3+1                | 1+0                |             | -           | -           | 18     | 2      |
| 2021                | Dinamo Brėst        | VL                  | 20         | 7          | CB              | 2               | 1               | UECL               | 2                  | 0                  |             | -           | -           | 24     | 8      |
| Totale Dinamo Brėst | Totale Dinamo Brėst | Totale Dinamo Brėst | 32         | 8          |                 | 4               | 1               |                    | 6                  | 1                  |             | -           | -           | 42     | 10     |
| set. 2021-2022      | Torpedo Mosca       | 1D                  | 3          | 0          |                 | -               | -               |                    | -                  | -                  |             | -           | -           | 3      | 0      |
| Totale carriera     | Totale carriera     | Totale carriera     | 125        | 22         |                 | 14              | 2               |                    | 9                  | 2                  |             | 1           | 0           | 149    | 26     |

### Cronologia presenze e reti in nazionale
| Cronologia completa delle presenze e delle reti in nazionale ― Bielorussia | Cronologia completa delle presenze e delle reti in nazionale ― Bielorussia | Cronologia completa delle presenze e delle reti in nazionale ― Bielorussia | Cronologia completa delle presenze e delle reti in nazionale ― Bielorussia | Cronologia completa delle presenze e delle reti in nazionale ― Bielorussia | Cronologia completa delle presenze e delle reti in nazionale ― Bielorussia | Cronologia completa delle presenze e delle reti in nazionale ― Bielorussia | Cronologia completa delle presenze e delle reti in nazionale ― Bielorussia |
| Data                                                                       | Città                                                                      | In casa                                                                    | Risultato                                                                  | Ospiti                                                                     | Competizione                                                               | Reti                                                                       | Note                                                                       |
| -------------------------------------------------------------------------- | -------------------------------------------------------------------------- | -------------------------------------------------------------------------- | -------------------------------------------------------------------------- | -------------------------------------------------------------------------- | -------------------------------------------------------------------------- | -------------------------------------------------------------------------- | -------------------------------------------------------------------------- |
| 9-11-2017                                                                  | Erevan                                                                     | Armenia                                                                    | 4 – 1                                                                      | Bielorussia                                                                | Amichevole                                                                 | -                                                                          | 46’                                                                        |
| 13-11-2017                                                                 | Kutaisi                                                                    | Georgia                                                                    | 2 – 2                                                                      | Bielorussia                                                                | Amichevole                                                                 | -                                                                          | 80’                                                                        |
| 2-6-2021                                                                   | Minsk                                                                      | Bielorussia                                                                | 1 – 2                                                                      | Azerbaigian                                                                | Amichevole                                                                 | -                                                                          | 84’                                                                        |
| 5-9-2021                                                                   | Kazan'                                                                     | Bielorussia                                                                | 2 – 3                                                                      | Galles                                                                     | Qual. Mondiali 2022                                                        | 1                                                                          | 73’                                                                        |
| 8-9-2021                                                                   | Kazan'                                                                     | Bielorussia                                                                | 0 – 1                                                                      | Belgio                                                                     | Qual. Mondiali 2022                                                        | -                                                                          | 69’                                                                        |
| 8-10-2021                                                                  | Tallinn                                                                    | Estonia                                                                    | 2 – 0                                                                      | Bielorussia                                                                | Qual. Mondiali 2022                                                        | -                                                                          | 46’                                                                        |
| 11-10-2021                                                                 | Kazan'                                                                     | Bielorussia                                                                | 0 – 2                                                                      | Rep. Ceca                                                                  | Qual. Mondiali 2022                                                        | -                                                                          |                                                                            |
| 13-11-2021                                                                 | Cardiff                                                                    | Galles                                                                     | 5 – 1                                                                      | Bielorussia                                                                | Qual. Mondiali 2022                                                        | -                                                                          | 60’                                                                        |
| 16-11-2021                                                                 | Minsk                                                                      | Bielorussia                                                                | 1 – 0                                                                      | Giordania                                                                  | Amichevole                                                                 | -                                                                          | 70’                                                                        |
| 26-3-2022                                                                  | Madinat 'Isa                                                               | India                                                                      | 0 – 3                                                                      | Bielorussia                                                                | Amichevole                                                                 | -                                                                          | 46’                                                                        |
| 29-3-2022                                                                  | Riffa                                                                      | Bahrein                                                                    | 0 – 1                                                                      | Bielorussia                                                                | Amichevole                                                                 | -                                                                          | 85’                                                                        |
| 10-6-2022                                                                  | Novi Sad                                                                   | Bielorussia                                                                | 1 – 1                                                                      | Kazakistan                                                                 | UEFA Nations League 2022-2023 - 1º turno                                   | -                                                                          | 65’                                                                        |
| 25-3-2025                                                                  | Masazır                                                                    | Azerbaigian                                                                | 0 – 2                                                                      | Bielorussia                                                                | Amichevole                                                                 | -                                                                          | 46’                                                                        |
| 5-6-2025                                                                   | Barysaŭ                                                                    | Bielorussia                                                                | 4 – 1                                                                      | Kazakistan                                                                 | Amichevole                                                                 | -                                                                          | 58’                                                                        |
| 10-6-2025                                                                  | Minsk                                                                      | Bielorussia                                                                | 1 – 4                                                                      | Russia                                                                     | Amichevole                                                                 | -                                                                          | 57’                                                                        |
| Totale                                                                     |                                                                            | Presenze                                                                   | 15                                                                         |                                                                            | Reti                                                                       | 1                                                                          |                                                                            |

## Palmarès

### Club

#### Competizioni nazionali
- Coppa di Bielorussia: 2

Dinamo Brėst: 2016-2017, 2017-2018
- Supercoppa di Bielorussia: 1

Dinamo Brėst: 2018
- Pervenstvo Futbol'noj Nacional'noj Ligi: 1

Torpedo Mosca: 2021-2022
- Campionato bielorusso: 1

Dinamo Minsk: 2024